# Oberführer
Oberführer naziv je za čin Sturmabteilunga i Schutzstaffela, a datira iz 1921. Prevodi se kao “Viši vođa”. Oberführer je bio pripadnik Nacionalsocijalističke stranke koji je zapovijedao paravojnim skupinama na određenom zemljopisnom području. Od 1921. do 1925., izraz Oberführer rabljen je u Sturmabteilungu, no stvarnim činom SA-a postaje poslije 1926.
Oberführer bio je i činom SS-a, a taj čin nosili su SS-ovci koji su zapovjedali Gauom SS-a (oblasti NSDAP-a dijelile su se po Gauima) preko cijele Njemačke.  1930. SS je reorganiziran u SS-Gruppen i Brigaden, a tada Oberführer postaje podređeni Brigadeführeru.
Do 1932., Oberführer bio je činom i SS-a i SA-a, a isto tako i prvi generalski čin obiju organizacija; odgovara činu brigadira. Oberführer je nosio dva srebrna hrastova lišća na obje stranke kolarske oznake čina s generalskim oznakama čina na ramenima. Godine 1938. status SS-Oberführera počeo se mijenjati s porastom SS Verfügungstruppa koje će kasnije postati Waffen SS. Kako je Brigadeführer izjednačen s činom njemačkog Generalmajora (general-bojnik), a Standartenführer s činom Obersta (pukovnik), Oberführer nije imao odgovarajući čin, pa postaje višim pukovničkim ili nadpukovničkim činom. U mnogim povijesnim spisima ovaj čin se prikaziva kao nadpukovnički, dok u drugima ga se izjednačava s činom brigadirnog generala.  
Jedan od najpoznatijih nositelja čin Oberführer bio je Julian Scherner, koji je učinjen besmrtnim u filmu Schindlerova lista kao hladni i proračunati zapovjednik gestapovske policije. Emil Maurice, osnivač SS-a 1925., također je nosio čin Oberführer.